# テレジーン
テレジーン（チェコ語: Terezín [ˈtɛrɛziːn] ( 音声ファイル)、ドイツ語: Theresienstadt〈テレージエンシュタット、「テレジアの街」の意〉）は、チェコ北部の都市。ナチス・ドイツの強制収容所があった。現在、テレジーンの人口は3千人ほどである。
18世紀後半に、エルベ川とエーガー川（オフジェ川）の合流点に建設された要塞に由来する。この要塞は、オーストリアが建設し、女王マリア・テレジアの名より命名された。第一次世界大戦の間、要塞は捕虜収容所として使われた。サラエボ事件でフランツ･フェルディナント皇太子夫妻を暗殺したガヴリロ・プリンツィプも1918年にここで結核により死亡した。

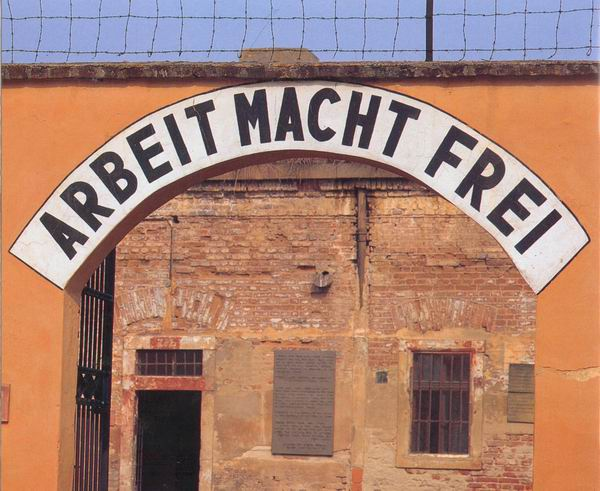
門に掲げられた"Arbeit macht frei"（働けば自由になれる）の文字

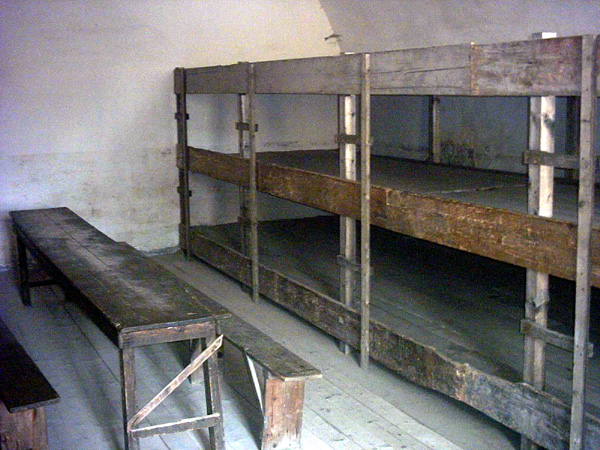
強制収容所の内部

## 姉妹都市
- シュトラウスベルク、ドイツ
- コマールノ、スロバキア
- ジェブノ（英語版）、ポーランド

## 強制収容所
ナチス・ドイツ領であった1941年11月に強制収容所が建設された。この強制収容所は国際赤十字の調査をごまかすため、他の収容所より外観が丁寧に整えられており、収容者によって構成されたオーケストラ等で国際赤十字を歓迎することで彼らを騙して虐殺の事実を隠蔽していた。

### 収容所のオーケストラ
この収容所は音楽隊の存在で知られる。また、子供達による合唱隊の存在もあり記録映像の存在すらある。無論、もとより国際赤十字を騙すためのものに過ぎないため、用済みになった後の彼らは虐殺されている。ナチ崩壊を経て現在では当時の収容者らが残した楽譜が用いられてアルバムが販売されたり、1996年には音楽会が開かれてもいる。この模様は当時、NHKの『いのちの旋律』というテレビ番組で放送されている。

### 収容所の子供達
収容所では虐殺された子供達の残した無数の絵が記録として残されている。残された絵の多くはユダヤ禁止の商店街など当時の世相を反映したものばかりとなっており、ユダヤ人差別をそのまま物語った内容となっていた。